# HMS Owen
El HMS Owen fue una fragata clase bay de la marina real británica, matrícula K640. Fue construida por la Hall, Russell & Company en 1943 y llamada así en 1947 en honor al almirante William Fitzwilliam Owen. Originalmente fue construida como una fragata clase loch con el nombre de HMS Loch Muick y luego fue transformada en una fragata clase bay con el nombre de HMS Thurso Bay. Se le cambió el nombre a Owen en 1947 cuando comenzó a utilizarse para rastrear los naufragios y restos oceánicos alrededor de las islas británicas causados por la Segunda Guerra Mundial. Luego de 1950 realizó varios viajes a las Islas del Atlántico Sur, participando en expediciones científicas, y al Golfo Pérsico. Fue desguazado en 1970.